# GreedFall
GreedFall er et action-rollespil udviklet af Spiders og udgivet af Focus Home Interactive. Spillet er sat til til at finde sted i det 17. århundrede og blev udgivet til Microsoft Windows, PlayStation 4 og Xbox One den 10. september 2019.

## Gameplay
Spilleren udforsker sammen med andre nybyggere, lejesoldater og skattejægere en fjern ø, hvor de lokale, der kæmper mod invaderende bosættere, er beskyttet af overnaturlige væsener. Spillet inkluderer kamp, diplomati samt mulighed for at snige sig rundt. Spillerens beslutninger påvirker spillets historie, såvel som forholdet mellem de forskellige fraktioner, der er etableret på øen. Spillet understøtter også forbedrede grafiske funktioner på PlayStation 4 Pro og Xbox One X.